# Six Flags Nueva Orleans
Six Flags Nueva Orleans, (en inglés: Six Flags New Orleans) también conocido por su nombre anterior, Jazzland, fue un parque de atracciones dirigido por la compañía de Six Flags ubicado a las afueras de Nueva Orleans, al sureste del estado de Luisiana, Estados Unidos. Abrió por primera vez como Jazzland en 2000, y se estableció un acuerdo de arrendamiento con Six Flags en 2002 luego de los procedimientos de quiebra del operador anterior. Six Flags invirtió 20 millones de $ en mejoras y el parque reabrió como Six Flags New Orleans en 2003. Después de los daños sustanciales causados por el huracán Katrina en 2005, el parque se cerró al público para hacer esfuerzos por repararlo y reabrirlo. Sin embargo, en 2006, Six Flags declaró la propiedad como pérdida total y el parque se cerró permanentemente. El contrato de arrendamiento se rescindió en 2009 durante los procedimientos de quiebra de Six Flags.
Six Flags rescató varias atracciones y las trasladó a otros parques. La Junta de Desarrollo Industrial (IDB) de Nueva Orleans es dueña de la propiedad y supervisa los planes de remodelación. Tras varias propuestas fallidas para remodelar el sitio, sigue abandonado y en malas condiciones. A lo largo de los años han surgido videos y fotos del sitio de parte de buscadores de emociones y YouTubers. Como resultado, los funcionarios de la ciudad se volvieron más diligentes en asegurar el parque y prohibir la entrada de turistas, encargando al Departamento de Policía de Nueva Orleans la tarea de patrullar el sitio abandonado y arrestar a los intrusos. En 2019 se exploró una opción para demoler y limpiar el terreno tras las quejas de los residentes, lo que se estima que le costó a la ciudad 1,3 millones de $.
En 2023, la ciudad aprobó los planes para que Bayou Phoenix comenzara a reurbanizar el terreno. Mientras tanto, la ciudad continúa generando ingresos de la propiedad al alquilar ocasionalmente el parque a varias compañías de producción como lugar de filmación.

## Historia

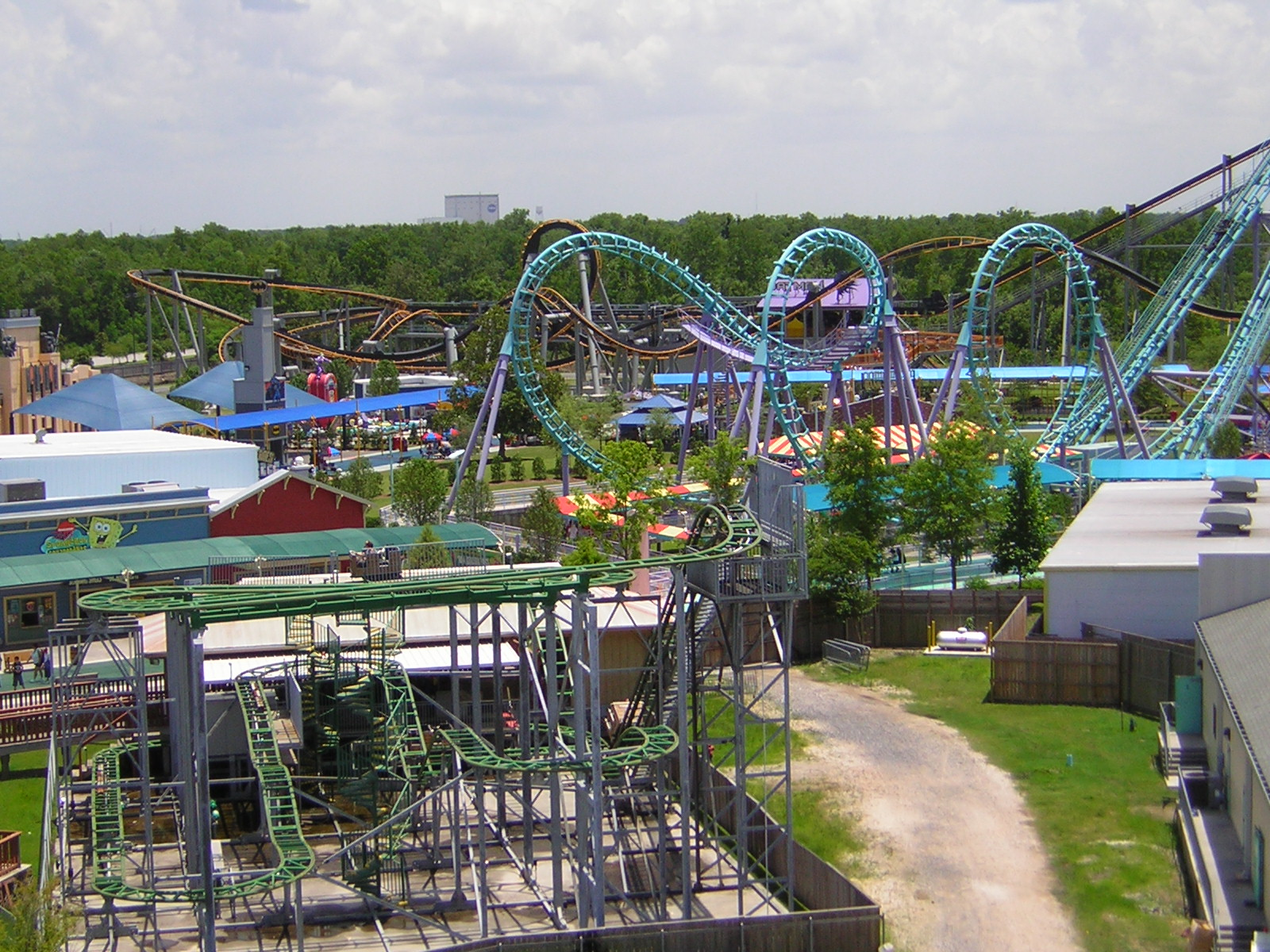
El parque en el año 2004.

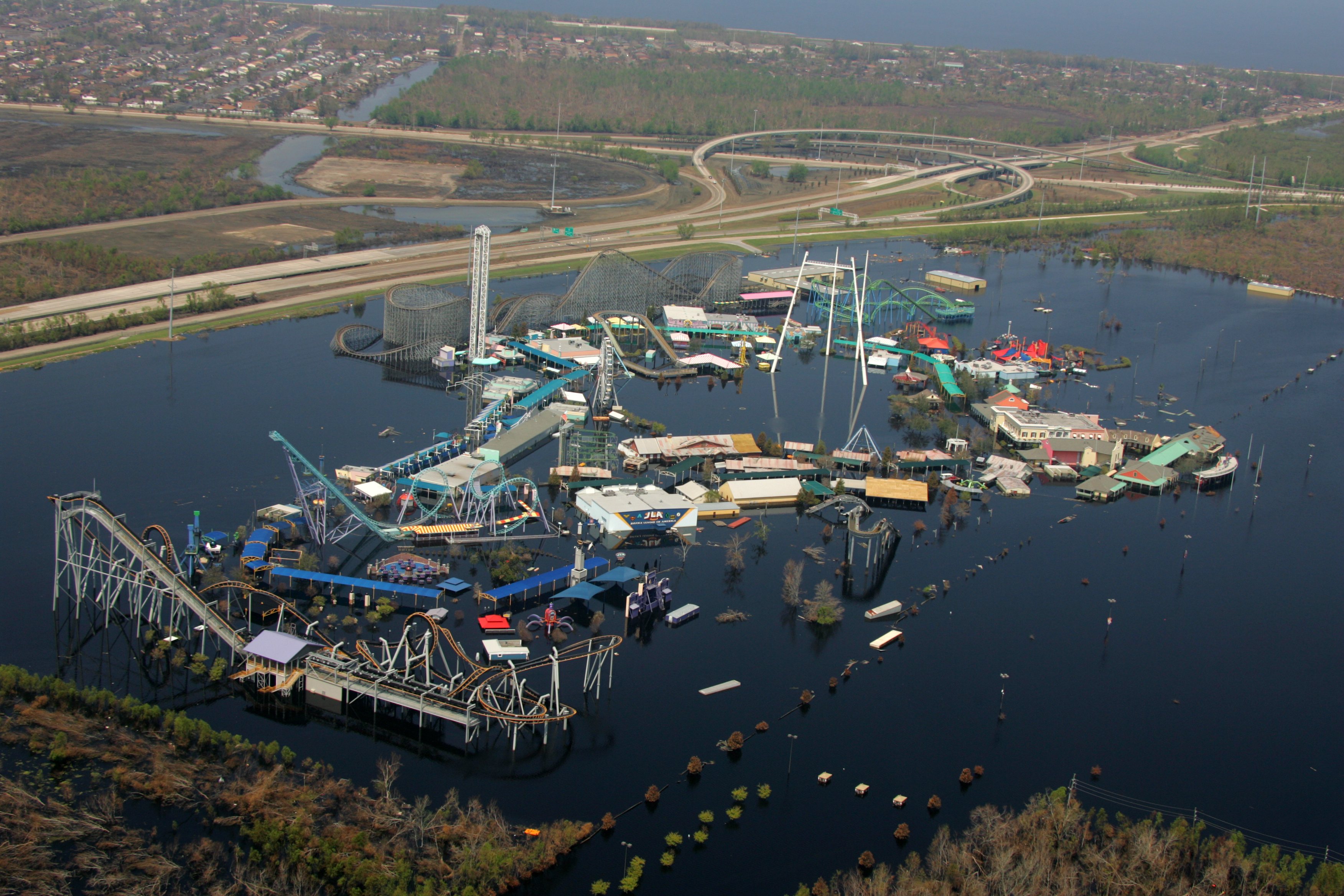
El parque quedó inundado tras el paso del Huracán Katrina en el año 2005.

El parque está situado al este de la ciudad de Nueva Orleans. Abrió en el año 2000 con el nombre de Jazzland y fue operado por Alfa Smartparks (posteriormente Palace Entertainment), una cadena que también poseía parques en Europa. A principios de 2002, los directivos anunciaron que habían puesto a la venta el contrato de arrendamiento debido a que éste ya no era viable y la corporación Six Flags lo compró. En 2003 cambiaron el nombre del parque a Six Flags New Orleans así como a las áreas temáticas. 
La última vez que el parque operó fue el 21 de agosto de 2005. Días antes del fin de semana del 26 de agosto fue anunciada la llegada del Huracán Katrina y en previsión, el parque anunció el cierre temporal. El 29 de agosto de 2005 el huracán azotó a Nueva Orleans destruyendo casi toda la ciudad. La tormenta inundó todo el parque dejando inservibles casi todas las atracciones. El 70% de las instalaciones habían quedado dañadas. Six Flags realizó un estudio para valorar la reconstrucción pero concluyó que era demasiado cara y puso fin al contrato de arrendamiento y cerró definitivamente el parque.
El impacto del Katrina obligó a Six Flags a cancelar también todos los planes de ampliación previstos para septiembre de 2005. La construcción de un futuro parque acuático Hurricane Harbor como el que la compañía ya tenía en otros parques.

## Áreas Temáticas
- Jazz Plaza
- Cajun Country
- Good Time Gardens
- Main Street Square
- DC Comics: Aventuras de Superhéroes
- Pontchartrain Beach
- Mardi Gras
- Looney Tunes Aventuras (antes Carnival Kid's)

## En la actualidad

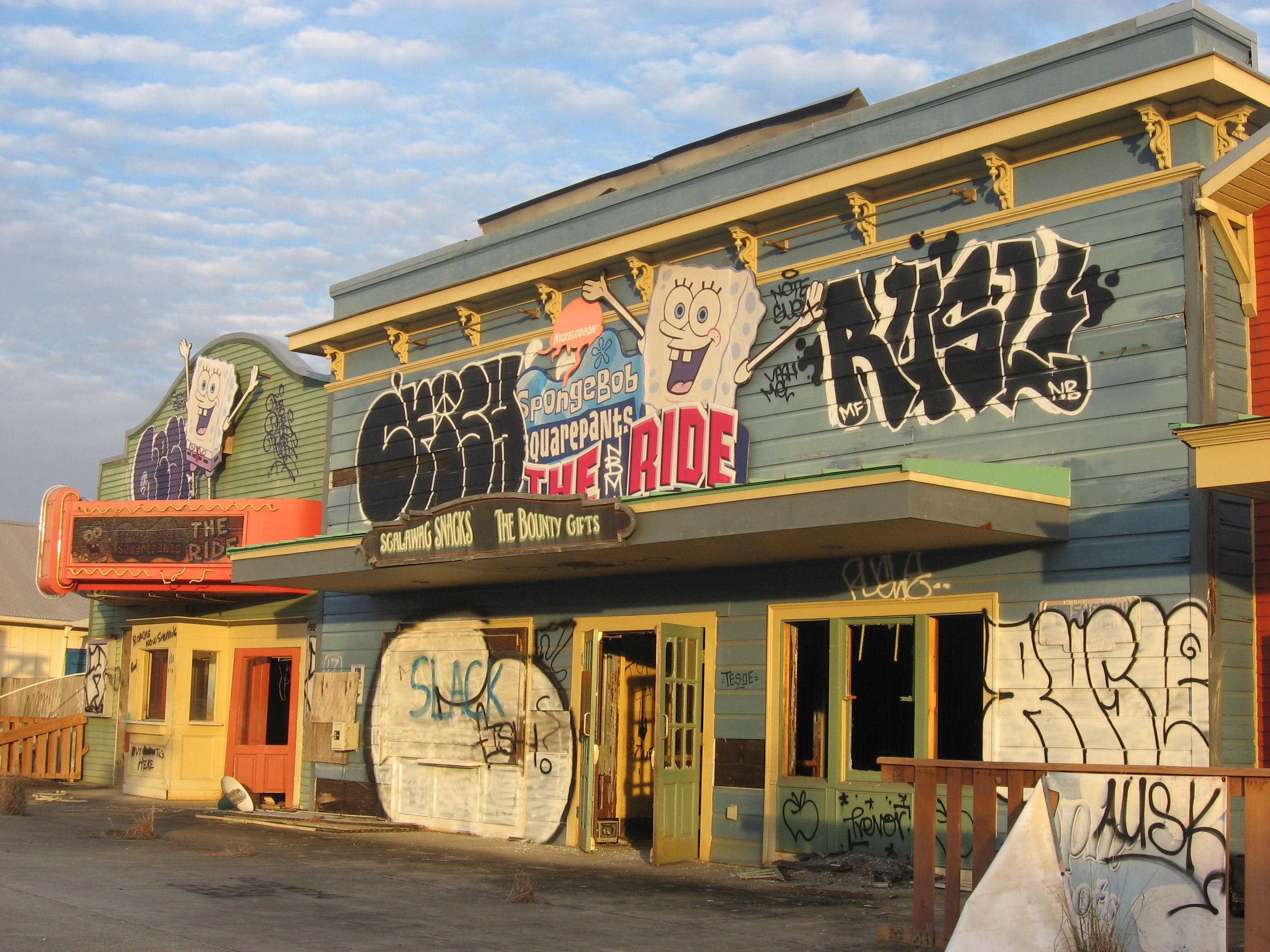
El vandalismo posterior al huracán Katrina en la caseta de Bob Esponja en 2011.

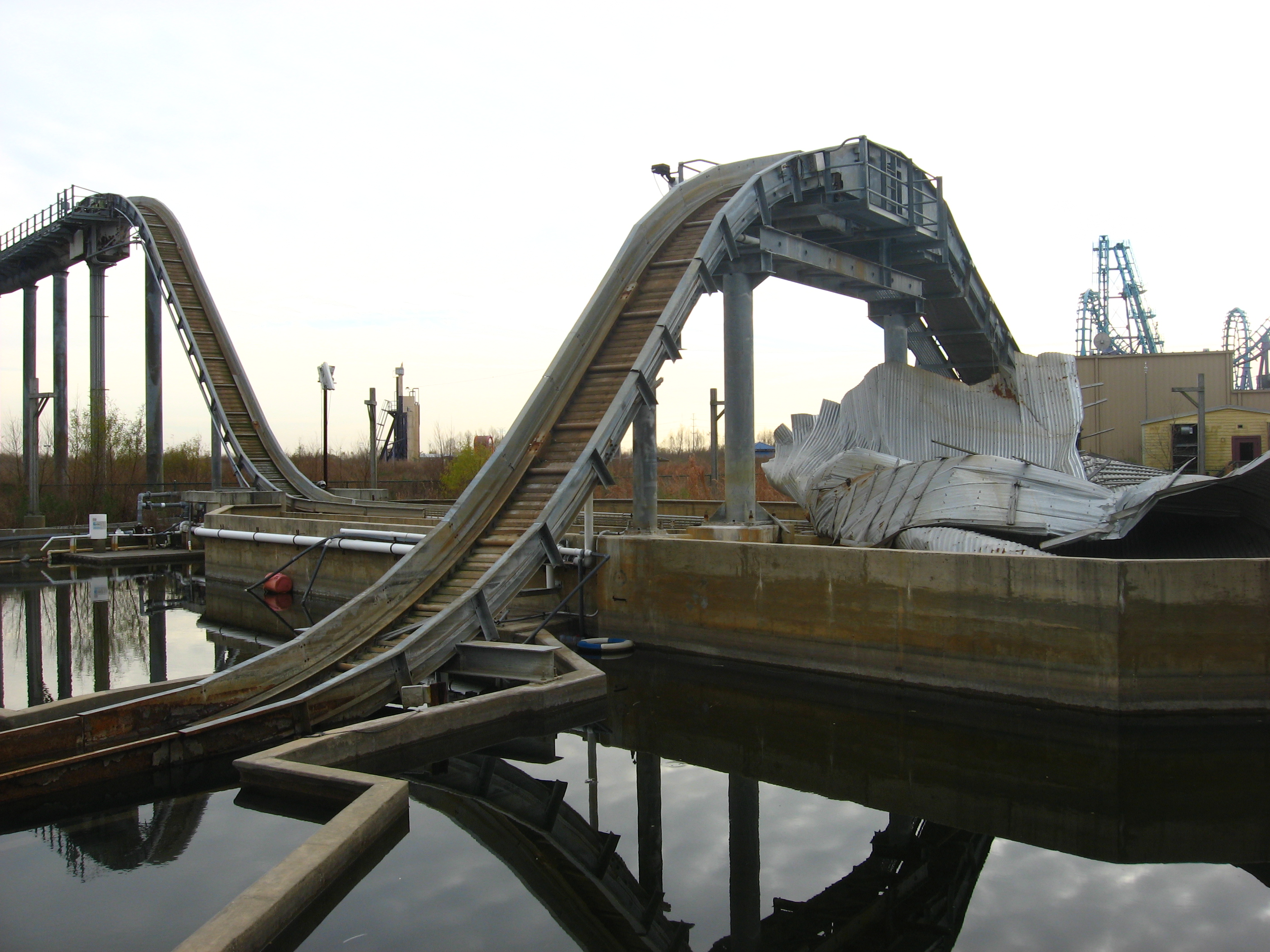
Aún quedan escombros en Ozarka Splash en 2011.

El área donde se ubicaba el parque fue gravemente dañada en 2005 por el Huracán Katrina, dejándolo inundado e inoperable, por lo que tuvo que cerrar definitivamente. 
La mayoría de las atracciones aún permanecen en el lugar pero en muy malas condiciones, las estructuras metálicas han sufrido graves daños por oxidación y muchos elementos desprendidos se encuentran por todo el suelo en muy mal estado, como una emblemática cabeza gigante de payaso que provoca una sensación terrorífica y triste a los visitantes. El parque abandonado se ha convertido en un centro de interés que atrae muchos exploradores. Six Flags logró trasladar a otros parques de la cadena algunas atracciones como:
- Batman The Ride, montaña Invertida fabricada por M&B Coasters. Antes de ser ubicada en Six Flags Nueva Orleans se encontraba en Thrill Valley en Japón donde operaba como Gambit. Fue retirada y trasladada a Six Flags Fiesta Texas donde opera con el nombre de Goliath.

- El Correcaminos Express (Junior Roller coaster), reubicada en Six Flags Magic Mountain.

- Bayou Blaster y Sonic Slam, una doble Torre de expulsión fabricada por S&S Power, retirada y reubicada en Grat Scape donde opera con el nombre de Sasquatch.

En 2015 se intentó la recuperación de la zona con la construcción de Jazzland Mall. Según los planos incluiría un centro comercial y algunas atracciones como la montaña rusa Mega Zelph. Sin embargo, en 2020 no hay ningún avance conocido y el parque continúa abandonado.

### Filmaciones de películas
En julio de 2013, 20 Century Fox limpio el parque y evacuó todos los lagartos que se habían asentado para la filmación de la película Percy Jackson y el mar de los monstruos. En el parque se filmaron las escenas de la Isla de Polifemo. En 2014 se filmaron algunas escenas de Jurassic World, construyendo el decorado de la calle principal en el estacionamiento del parque.